# Ordsök

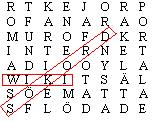
Sökord

Ordsök[källa behövs] eller sökord är en typ av korsord som går ut på att hitta ord i ett rutnät med bokstäver. Orden kan gömma sig horisontellt, vertikalt och diagonalt samt vara rättvända eller bak-och-fram. Oftast finns orden som man ska söka efter angivna i en tillhörande lista. När samtliga ord är funna och inringade bildar de resterande omarkerade bokstäverna ett nytt ord – själva lösningen på sökordet.